# Promozione Umbria 1989-1990
Nella stagione 1989-1990 la Promozione era il sesto livello del calcio italiano ed il primo a livello regionale.
Il campionato era strutturato in vari gironi all'italiana su base regionale, gestiti dai Comitati Regionali di competenza. Promozioni alla categoria superiore e retrocessioni in quella inferiore non erano sempre omogenee; erano quantificate all'inizio del campionato dal Comitato Regionale secondo le direttive stabilite dalla Lega Nazionale Dilettanti, ma flessibili in relazione al numero delle società umbre retrocesse dal Campionato Interregionale, per quanto riguarda la zona retrocessione .
Qui vi sono le statistiche relative al campionato in Umbria.

## Aggiornamenti
Fusione:
- Nuova Virtus Spoleto (Promozione Umbria) e Spoleto (Prima Categoria Umbria) in Nuova Spoleto (Promozione Umbria).

## Squadre partecipanti
| Squadra            | Città (provincia)                  | Stagione 1988-1989                                                   |
| ------------------ | ---------------------------------- | -------------------------------------------------------------------- |
| Amerina            | Amelia (TR)                        | 4º in Promozione Umbra                                               |
| Città di Castello  | Città di Castello (PG)             | 17º nel Campionato Interregionale/F, retrocesso                      |
| Deruta             | Deruta (PG)                        | 10º in Promozione Umbra                                              |
| Dinamo Borgo Bovio | Terni                              | 1° in Prima Categoria Umbria/B, promossa                             |
| Foligno            | Foligno (PG)                       | 16º nel Campionato Interregionale/F, retrocesso                      |
| Lama               | Lama di San Giustino (PG)          | 8º in Promozione Umbra                                               |
| Mar.Col.           | Marcellano di Gualdo Cattaneo (PG) | 6º in Promozione Umbra                                               |
| Nuova Spoleto      | Spoleto (PG)                       | 13º in Promozione Umbra                                              |
| Ortana             | Orte (VT)                          | 3° in Prima Categoria Umbria/B, ripescata                            |
| Orvietana          | Orvieto (TR)                       | 11º in Promozione Umbra                                              |
| Pianello           | Pianello di Perugia                | 7º in Promozione Umbra                                               |
| Pievese            | Città della Pieve (PG)             | 2° in Prima Categoria Umbria/A, ripescata                            |
| Ponte Pattoli      | Ponte Pattoli di Perugia           | 1° in Prima Categoria Umbria/A, promosso                             |
| Pontevecchio       | Ponte San Giovanni di Perugia      | 5º in Promozione Umbra                                               |
| San Sisto          | San Sisto di Perugia               | 9º in Promozione Umbra                                               |
| Subasio            | Rivotorto di Assisi (PG)           | 2° in Prima Categoria Umbria/B, promossa dopo spareggio inter-girone |
| Tiberis            | Umbertide (PG)                     | 3º in Promozione Umbra                                               |
| Valfabbrica        | Valfabbrica (TR)                   | 12º in Promozione Umbra                                              |

## Classifica finale
|  | Pos. | Squadra            | Pt | G  | V  | N  | P  | GF | GS | DR  |
|  | ---- | ------------------ | -- | -- | -- | -- | -- | -- | -- | --- |
|  | 1.   | Nuova Spoleto      | 53 | 34 | 22 | 9  | 3  | 66 | 24 | +42 |
|  | 2.   | Ortana             | 41 | 34 | 15 | 11 | 8  | 42 | 33 | +9  |
|  | 3.   | Tiberis            | 40 | 34 | 12 | 16 | 6  | 37 | 29 | +8  |
|  | 4.   | Valfabbrica        | 38 | 34 | 10 | 18 | 6  | 28 | 20 | +8  |
|  | 5.   | Città di Castello  | 37 | 34 | 11 | 15 | 8  | 42 | 23 | +19 |
|  | 6.   | San Sisto          | 36 | 34 | 9  | 18 | 7  | 32 | 25 | +7  |
|  | 7.   | Foligno            | 35 | 34 | 11 | 13 | 10 | 34 | 30 | +4  |
|  | 8.   | Subasio            | 35 | 34 | 12 | 11 | 11 | 21 | 27 | -6  |
|  | 9.   | Pianello           | 34 | 34 | 8  | 18 | 8  | 30 | 25 | +5  |
|  | 10.  | Dinamo Borgo Bovio | 33 | 34 | 10 | 13 | 11 | 39 | 33 | +6  |
|  | 11.  | Pievese            | 33 | 34 | 9  | 15 | 10 | 41 | 36 | +5  |
|  | 12.  | Ponte Pattoli      | 33 | 34 | 12 | 9  | 13 | 34 | 36 | -2  |
|  | 13.  | Deruta             | 33 | 34 | 8  | 17 | 9  | 23 | 29 | -6  |
|  | 14.  | Amerina            | 32 | 34 | 8  | 16 | 10 | 33 | 37 | -4  |
|  | 15.  | Mar.Col.           | 32 | 34 | 10 | 12 | 12 | 26 | 39 | -13 |
|  | 16.  | Pontevecchio       | 30 | 34 | 8  | 14 | 12 | 31 | 45 | -14 |
|  | 17.  | Lama               | 20 | 34 | 6  | 8  | 20 | 23 | 54 | -31 |
|  | 18.  | Orvietana          | 17 | 34 | 4  | 9  | 21 | 23 | 60 | -37 |

Legenda:

      Promossa nel Campionato Interregionale 1990-1991.
      Retrocessa in Prima Categoria Umbra 1990-1991.
Regolamento:

Due punti a vittoria, uno a pareggio, zero a sconfitta.
A parità di punteggio valevano gli scontri diretti. In caso di pari merito in zona promozione e/o retrocessione si doveva giocare una gara di spareggio.
Note:
Il Foligno è stato poi ammesso nel Campionato Interregionale.
Mar.Col. retrocessa dopo aver perso lo spareggio salvezza in campo neutro contro l'ex aequo Amerina.

### Spareggi

#### Spareggio retrocessione
|         | Risultati |          | Luogo   |
| ------- | --------- | -------- | ------- |
| Amerina | 2-0       | Mar.Col. | Spoleto |
|         |           |          |         |